# 第8回印象派展

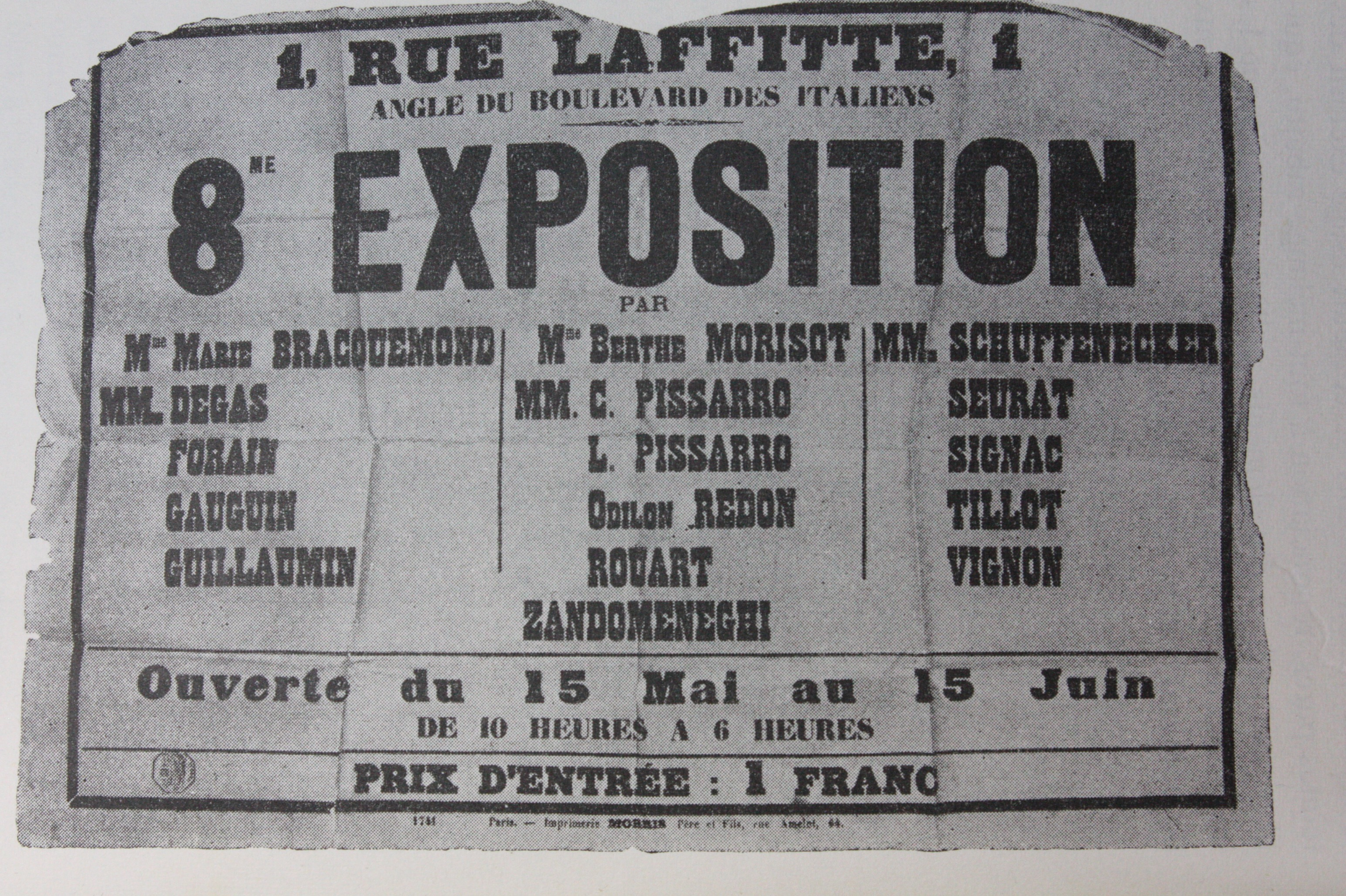
第8回印象派展のポスター。

第8回印象派展（huitième exposition des impressionnistes）は、印象派グループの最後の展覧会である。この展覧会は、ラフィット通りとイタリアン大通りの角のラフィット通り1番地にあるメゾン・ドレで1886年5月15日から6月15日まで開催された。ポスターとカタログに「印象派」（impressionniste）の文字は表記されず「第8回展覧会」（Huitième exposition）と書かれている。ベルト・モリゾと夫のウジェーヌ・マネが多額の資金提供をしている。

## 参加者と主な非参加者
マリー・ブラックモン、メアリー・カサット、ベルト・モリゾ、エドガー・ドガ、ジャン＝ルイ・フォラン、ポール・ゴーギャン、アルマン・ギヨマン、カミーユ・ピサロ、リュシアン・ピサロ、オディロン・ルドン、アンリ・ルアール、エミール・シェフネッケル、ジョルジュ・スーラ、ポール・シニャック、シャルル・ティヨ、ヴィクトール・ヴィニョン、フェデリコ・ザンドメーネギの17人が参加している。
初めて新印象派の作品と印象派の作品が一緒に展示された。カミーユ・ピサロは自身で点描画法を用い、スーラ、シニャック、リュシアン・ピサロが参加するよう尽力した。ドガとウジェーヌ・マネは、革新的な画家の参加に反対した。スーラ、シニャック、オディロン・ルドンの参加は認めたが、アングランとデュボア・ピレの参加には反対した。ベルト・モリゾは、新しい画家たちの参加に寛容な態度を示し精力的に動いた。
第8回印象派展には、印象派を代表する画家が何人か参加していない。モネ、シスレー、ルノワール、カイユボットは、ピサロが支援する若い画家たちと妥協できず、ゴーギャンの参加に悩み、参加を拒否した。セザンヌは、プロヴァンスに住み、1877年以降、印象派展に参加していない。